# Costa Rica en la clasificación de Concacaf para la Copa Mundial de Fútbol de 1974
La selección de fútbol de Costa Rica fue uno de los trece equipos nacionales que participaron en la Clasificación de Concacaf para la Copa Mundial de Fútbol, en la cual definió un representante para la Copa Mundial de Fútbol de 1974 que se desarrollaría en Alemania Federal. Cabe destacar que Los ticos no clasificaba a ninguna Copa Mundial.
Se jugó el denominado Clásico centroamericano, siendo Costa Rica contra Honduras en dos partidos a visita recíproca, para calificar al Campeonato de Naciones de la Concacaf 1973 que servía como clasificación para la Copa Mundial de 1974.
El partido de ida se jugó se visita en Tegucigalpa, donde Costa Rica perdió por un ajustado 2-1.
En la vuelta jugado en el Estadio Ricardo Saprissa de San José, que cuatro meses antes se había inaugurado, Costa Rica empezó ganando con gol de Walter Elizondo por un tiro libre dentro del área de Honduras. A los tres minutos de comenzado la segunda parte, se amplió el marcador tras un tiro de Roy Sáenz.
Diez minutos después, el defensa hondureño Selvin Cárcamo comete un autogol, tras intentar despejar un centro costarricense. Otros diez minutos pasaron y Jorge Urquía descontó para el 3-1; al minuto 79, tras un saque de banda, Rigoberto Gómez recibió un centro que remató sin marca, poniendo el 3-2 y a un minuto de terminar el encuentro, este mismo jugador anotó el gol del empate, luego de que el portero costarricense Juan Gutiérrez sacó el balón al borde de su área chica, pero chocó con el defensa Fernando Solano y el balón salió rebotado, donde solo con el arco caminó y anotó.

## Sistema de juego
En la primera ronda se repartieron los 14 equipos en 6 grupos de dos y tres equipos (4 de dos y 2 de tres). En ellos todos los equipos se enfrentaban entre sí en formato de ida y vuelta, y el primer clasificado de cada grupo accedía a la segunda ronda.
Los seis equipos clasificados formaron una liguilla en la que todos se enfrentaron a todos y el primer lugar obtendría el pase directo para disputar el Mundial. Todos los partidos de esta fase final coincidirían con el Campeonato de Naciones 1973.

## Sede
| San José                 |
| ------------------------ |
| Estadio Ricardo Saprissa |
| Capacidad: 15 000        |
|                          |

## Plantel
| #    | Posición         | Nombre             | Club             |
| ---- | ---------------- | ------------------ | ---------------- |
| 1    | Portero          | Juan Gutiérrez     | Saprissa         |
| 2    | Defensa          | Bernardo Delgado   | Alajuelense      |
| 3    | Defensa          | Luis Ángel Ortiz   | Ramonense        |
| 4    | Defensa          | Walter Elizondo    | Alajuelense      |
| 5    | Defensa          | Fernando Solano    | Saprissa         |
| 6    | Defensa          | Heriberto Rojas    | Saprissa         |
| 7    | Centrocampista   | Fernando Hernández | Saprissa         |
| 8    | Centrocampista   | Asdrúbal Paniagua  | Saprissa         |
| 9    | Centrocampista   | Hernán Morales     | Saprissa         |
| 10   | Centrocampista   | José Manuel Rojas  | Barrio México    |
| 11   | Delantero        | Edgar Marín        | Saprissa         |
| 12   | Delantero        | Roy Sáenz          | Alajuelense      |
| 13   | Delantero        | Javier Jiménez     | Alajuelense      |
| 14   | Delantero        | Rafael Oviedo      | Herediano        |
| Ent. | Humberto Maschio | Humberto Maschio   | Humberto Maschio |

## Resultados
| Equipo     | Pts. | PJ | PG | PE | PP | GF | GC | Dif |
| ---------- | ---- | -- | -- | -- | -- | -- | -- | --- |
| Honduras   | 3    | 2  | 1  | 1  | 0  | 5  | 4  | 1   |
| Costa Rica | 1    | 2  | 0  | 1  | 1  | 4  | 5  | -1  |

### Ida
| 3 de diciembre de 1972 | Honduras             | 2:1 (1:1) | Costa Rica   | Estadio Nacional, Tegucigalpa                                          |                                                                        |
|                        | Bran 32' · Gómez 57' |           | Paniagua 40' | Asistencia: 16 727 espectadores Árbitro(s): Alfonso González Archundia | Asistencia: 16 727 espectadores Árbitro(s): Alfonso González Archundia |

|    | PO | Jimmy Stewart          | 48' |
|    | DF | Selvin Cárcamo         |     |
|    | DF | Miguel Ángel Matamoros |     |
|    | DF | José Luis Cruz         |     |
|    | DF | José María Durón       |     |
|    | MC | Mariano Godoy          |     |
|    | MC | Marco Mendoza          |     |
|    | DE | Óscar Hernández        |     |
|    | DE | Mario Blandón          | ?'  |
|    | DE | Rigoberto Gómez        |     |
|    | DE | Jorge Bran             |     |
| DT | DT | Carlos Padilla         |     |

|    | PO | Juan Gutiérrez     |     |
|    | DF | Fernando Solano    | 60' |
|    | DF | Walter Elizondo    |     |
|    | DF | Heriberto Rojas    |     |
|    | DF | Luis Ángel Ortiz   |     |
|    | MC | Fernando Hernández |     |
|    | MC | Hernán Morales     |     |
|    | DE | Edgar Marín        | 64' |
|    | DE | Asdrúbal Paniagua  |     |
|    | DE | Roy Sáenz          |     |
|    | DE | Javier Jiménez     |     |
| DT | DT | Humberto Maschio   |     |

|  | PO | Adolfo Collins | 48' |
|  | DE | Rubén Guifarro | ?'  |

|  | DF | Bernardo Delgado | 60' |
|  | DE | Rafael Oviedo    | 64' |

| Anotado | 32' | Jorge Bran      |
| Anotado | 57' | Rigoberto Gómez |

| Anotado | 40' | Asdrúbal Paniagua |

| Amonestado | ?' | Miguel Ángel Matamoros |

| Árbitro             | Alfonso González       |
| Árbitros asistentes | Javier Galindo         |
| Árbitros asistentes | Marco Antonio Dorantes |

|    | PO | Jimmy Stewart          | 48' |
|    | DF | Selvin Cárcamo         |     |
|    | DF | Miguel Ángel Matamoros |     |
|    | DF | José Luis Cruz         |     |
|    | DF | José María Durón       |     |
|    | MC | Mariano Godoy          |     |
|    | MC | Marco Mendoza          |     |
|    | DE | Óscar Hernández        |     |
|    | DE | Mario Blandón          | ?'  |
|    | DE | Rigoberto Gómez        |     |
|    | DE | Jorge Bran             |     |
| DT | DT | Carlos Padilla         |     |

|    | PO | Juan Gutiérrez     |     |
|    | DF | Fernando Solano    | 60' |
|    | DF | Walter Elizondo    |     |
|    | DF | Heriberto Rojas    |     |
|    | DF | Luis Ángel Ortiz   |     |
|    | MC | Fernando Hernández |     |
|    | MC | Hernán Morales     |     |
|    | DE | Edgar Marín        | 64' |
|    | DE | Asdrúbal Paniagua  |     |
|    | DE | Roy Sáenz          |     |
|    | DE | Javier Jiménez     |     |
| DT | DT | Humberto Maschio   |     |

|  | PO | Adolfo Collins | 48' |
|  | DE | Rubén Guifarro | ?'  |

|  | DF | Bernardo Delgado | 60' |
|  | DE | Rafael Oviedo    | 64' |

| Anotado | 32' | Jorge Bran      |
| Anotado | 57' | Rigoberto Gómez |

| Anotado | 40' | Asdrúbal Paniagua |

| Amonestado | ?' | Miguel Ángel Matamoros |

| Árbitro             | Alfonso González       |
| Árbitros asistentes | Javier Galindo         |
| Árbitros asistentes | Marco Antonio Dorantes |

### Vuelta
| 10 de diciembre de 1972 | Costa Rica                                   | 3:3 (1:0) | Honduras                   | Estadio Ricardo Saprissa, San José                         |                                                            |
|                         | Elizondo 8' · Sáenz 48' · Cárcamo 59' (a.g.) |           | Urquía 69' · Gómez 79' 89' | Asistencia: 14 274 espectadores Árbitro(s): Luis Villarejo | Asistencia: 14 274 espectadores Árbitro(s): Luis Villarejo |

|    | PO | Juan Gutiérrez    |     |
|    | DF | Fernando Solano   |     |
|    | DF | Walter Elizondo   |     |
|    | DF | Heriberto Rojas   |     |
|    | DF | Luis Ángel Ortiz  |     |
|    | MC | José Manuel Rojas |     |
|    | MC | Hernán Morales    |     |
|    | DE | Edgar Marín       |     |
|    | DE | Asdrúbal Paniagua |     |
|    | DE | Roy Sáenz         |     |
|    | DE | Javier Jiménez    | 14' |
| DT | DT | Humberto Maschio  |     |

|    | PO | Adolfo Collins         |     |
|    | DF | Selvin Cárcamo         |     |
|    | DF | Miguel Ángel Matamoros |     |
|    | DF | José Luis Cruz         |     |
|    | DF | José María Durón       |     |
|    | MC | Mariano Godoy          | 83' |
|    | MC | Marco Mendoza          | 18' |
|    | MC | Rubén Guifarro         |     |
|    | DE | Óscar Hernández        |     |
|    | DE | Jorge Urquía           |     |
|    | DE | Jorge Bran             |     |
| DT | DT | Carlos Padilla         |     |

|  | DE | Rafael Oviedo | 14' |

|  | MC | Mario Blandón   | 83' |
|  | MC | Rigoberto Gómez | 18' |

| Anotado           | 8'  | Walter Elizondo |
| Anotado           | 48' | Roy Sáenz       |
| Anotado · Autogol | 59' | Selvin Cárcamo  |

| Anotado | 69' | Jorge Urquía    |
| Anotado | 79' | Rigoberto Gómez |
| Anotado | 89' | Rigoberto Gómez |

| Amonestado | ?' | Roy Sáenz |

| Amonestado | ?' | Mariano Godoy |
| Amonestado | ?' | Jorge Bran    |
| Amonestado | ?' | Jorge Urquía  |

| Expulsado | 75' | Jorge Urquía |

| Árbitro             | Luis Villarejo    |
| Árbitros asistentes | Octavio Sierra    |
| Árbitros asistentes | Roberto Rodríguez |

|    | PO | Juan Gutiérrez    |     |
|    | DF | Fernando Solano   |     |
|    | DF | Walter Elizondo   |     |
|    | DF | Heriberto Rojas   |     |
|    | DF | Luis Ángel Ortiz  |     |
|    | MC | José Manuel Rojas |     |
|    | MC | Hernán Morales    |     |
|    | DE | Edgar Marín       |     |
|    | DE | Asdrúbal Paniagua |     |
|    | DE | Roy Sáenz         |     |
|    | DE | Javier Jiménez    | 14' |
| DT | DT | Humberto Maschio  |     |

|    | PO | Adolfo Collins         |     |
|    | DF | Selvin Cárcamo         |     |
|    | DF | Miguel Ángel Matamoros |     |
|    | DF | José Luis Cruz         |     |
|    | DF | José María Durón       |     |
|    | MC | Mariano Godoy          | 83' |
|    | MC | Marco Mendoza          | 18' |
|    | MC | Rubén Guifarro         |     |
|    | DE | Óscar Hernández        |     |
|    | DE | Jorge Urquía           |     |
|    | DE | Jorge Bran             |     |
| DT | DT | Carlos Padilla         |     |

|  | DE | Rafael Oviedo | 14' |

|  | MC | Mario Blandón   | 83' |
|  | MC | Rigoberto Gómez | 18' |

| Anotado           | 8'  | Walter Elizondo |
| Anotado           | 48' | Roy Sáenz       |
| Anotado · Autogol | 59' | Selvin Cárcamo  |

| Anotado | 69' | Jorge Urquía    |
| Anotado | 79' | Rigoberto Gómez |
| Anotado | 89' | Rigoberto Gómez |

| Amonestado | ?' | Roy Sáenz |

| Amonestado | ?' | Mariano Godoy |
| Amonestado | ?' | Jorge Bran    |
| Amonestado | ?' | Jorge Urquía  |

| Expulsado | 75' | Jorge Urquía |

| Árbitro             | Luis Villarejo    |
| Árbitros asistentes | Octavio Sierra    |
| Árbitros asistentes | Roberto Rodríguez |

## Estadísticas

### Clasificación general
| Pos. | Selección             | Pts. | PJ | PG | PE | PP | GF | GC | Dif | Rend. |
| ---- | --------------------- | ---- | -- | -- | -- | -- | -- | -- | --- | ----- |
| 1    | México                | 14   | 9  | 6  | 2  | 1  | 18 | 6  | 12  | 77.8% |
| 2    | Trinidad y Tobago     | 13   | 9  | 6  | 1  | 2  | 27 | 8  | 19  | 72.2% |
| 3    | Haití                 | 12   | 7  | 6  | 0  | 1  | 20 | 3  | 17  | 85.7% |
| 4    | Honduras              | 8    | 7  | 2  | 4  | 1  | 11 | 10 | 1   | 57.1% |
| 5    | Guatemala             | 7    | 7  | 2  | 3  | 2  | 6  | 6  | 0   | 50%   |
| 6    | Guayana Neerlandesa   | 5    | 4  | 2  | 1  | 1  | 11 | 4  | 7   | 62.5% |
| 7    | Canadá                | 3    | 4  | 1  | 1  | 2  | 6  | 7  | -1  | 37.5% |
| 8    | Antillas Neerlandesas | 2    | 5  | 0  | 2  | 3  | 4  | 19 | -15 | 20%   |
| 9    | Costa Rica            | 1    | 2  | 0  | 1  | 1  | 4  | 5  | -1  | 25%   |
| 10   | Estados Unidos        | 1    | 4  | 0  | 1  | 3  | 6  | 10 | -4  | 12.5% |
| 11   | El Salvador           | 0    | 2  | 0  | 0  | 2  | 0  | 2  | -2  | 0%    |
| 12   | Puerto Rico           | 0    | 2  | 0  | 0  | 2  | 0  | 12 | -12 | 0%    |
| 13   | Antigua y Barbuda     | 0    | 4  | 0  | 0  | 4  | 3  | 22 | -19 | 0%    |